# Sven Thunman
Sven Ragnar Thunman (* 20. April 1920 in Södertälje; † 8. Juli 2004 ebenda) war ein schwedischer Eishockeyspieler. 

## Karriere
Auf Vereinsebene spielte Sven Thunman ausschließlich für seinen Heimatverein Södertälje SK. Von 1941 bis 1959 trat er mit seiner Mannschaft in der Division 1, der damals höchsten schwedischen Spielklasse, an. Mit seiner Mannschaft gewann er in den Jahren 1944, 1953 und 1956 jeweils den nationalen Meistertitel. 

### International
Für Schweden nahm Thunman an den Olympischen Winterspielen 1948 in St. Moritz und 1952 in Oslo teil. Bei den Olympischen Winterspielen 1952 gewann er mit seiner Mannschaft die Bronzemedaille. Als bestes europäisches Team wurde Schweden zudem Europameister. Zudem stand er im Aufgebot seines Landes bei den Weltmeisterschaften 1953 und 1954. Bei der WM 1953 gewann er mit Schweden die Goldmedaille und wurde ebenfalls mit seinem Land Europameister. Bei der WM 1954 gewann er mit seiner Mannschaft die Bronzemedaille. 

## Erfolge und Auszeichnungen
- 1944 Schwedischer Meister mit dem Södertälje SK
- 1953 Schwedischer Meister mit dem Södertälje SK
- 1956 Schwedischer Meister mit dem Södertälje SK

### International
- 1952 Bronzemedaille bei den Olympischen Winterspielen
- 1953 Goldmedaille bei der Weltmeisterschaft
- 1954 Bronzemedaille bei der Weltmeisterschaft